# Chris Butler (ciclista)
Christopher Butler, detto Chris (Hilton Head Island, 16 febbraio 1988), è un ex ciclista su strada statunitense, professionista dal 2010 al 2017.

## Carriera
Passato professionista nell'aprile 2010 tra le file del BMC Racing Team, nel finale di stagione partecipa alla prova in linea Under-23 dei campionati del mondo 2010, concludendo al cinquantottesimo posto. Nel 2011, confermato in BMC, non coglie alcun successo; partecipa comunque al Giro d'Italia e ottiene come migliori piazzamenti un sesto posto di tappa all'Österreich-Rundfahrt ed un ottavo posto di tappa al Tour of Utah. Per il 2012 si trasferisce alla Champion System, formazione Professional Continental cinese, piazzandosi quinto al Tour of Japan e settimo al Tour of Hainan.
Nel 2014 si trasferisce allo Hincapie Sportswear Development Team e nel 2015 al Team SmartStop, ottenendo il terzo posto alla Vuelta Ciclística Independencia Nacional in Repubblica Dominicana e il nono ai campionati nazionali in linea. Nel 2016 si accasa a un'altra squadra Continental, l'israeliana Cycling Academy, con cui si aggiudica la quarta tappa e la classifica scalatori del Tour de Hongrie. Nel 2017, ultima stagione di attività, è tra le file della spagnola Caja Rural-Seguros RGA, piazzandosi ottavo al Tour of Utah.

## Palmarès
- 2016 (Cycling Academy, una vittoria)

4ª tappa Tour de Hongrie (Karcag > Kékestető)

### Altri successi
- 2016 (Cycling Academy)

Classifica scalatori Tour de Hongrie

## Piazzamenti

### Grandi Giri
- Giro d'Italia

2011: non partito (9ª tappa)

### Classiche monumento
- Giro di Lombardia

2010: ritirato

### Competizioni mondiali
- Campionati del mondo

Melbourne 2010 - In linea Under-23: 58º